# Classe Warrior
La classe Warrior fu una classe di navi corazzate della Royal Navy. Varate tra il 1860 e il 1861, furono le prime navi corazzate costruite dall'Impero britannico, nonché le prime in assoluto con lo scafo in ferro. La classe Warrior fu la risposta al varo della prima nave corazzata della storia della marina, la francese la Gloire, avvenuto nel 1859, e delle navi sorelle. Oltre alla capoclasse HMS Warrior fu costruita una sola altra nave di questa classe, la HMS Black Prince. Il nome Warrior significa Guerriero, mentre la Black Prince, letteralmente Principe Nero, fu chiamata così in onore di Edoardo il Principe Nero.

## Caratteristiche tecniche
Le navi classe Warrior furono descritte come rivoluzionarie, in realtà molti elementi erano una semplice evoluzione di quanto già adottato da altre navi britanniche da anni, con l'eccezione della corazzatura in ferro battuto. L'architetto navale e storico David K. Brown commentò al riguardo: "Ciò che ha reso veramente nuova la Warrior è stato il modo in cui questi singoli aspetti sono stati mescolati insieme, facendo di lei la più grande e potente nave da guerra del mondo". La classe Warrior fu progettata in risposta alla francese la Gloire e alle sue navi sorelle. Si trattava delle prime navi corazzate mai costruite, e la loro comparsa causò in Gran Bretagna il timore di un'invasione francese. Nonostante ciò le navi britanniche erano concettualmente molto diverse dalle francesi, queste ultime erano state infatti pensate come sostitute dei vascelli.
Del progetto della nuova classe si occupò il Director of Naval Construction Isaac Watts, che la pensò come una fregata corazzata da 40 cannoni basata in gran parte sulle linee affusolate della HMS Mersey, grande fregata varata nel 1858. La Warrior e la sorella Black Prince non erano quindi destinate a un eventuale scontro per combattere nella linea di battaglia, in quanto l'Ammiragliato era incerto circa la loro capacità di resistere al fuoco concentrato di vascelli in legno a due o tre ponti. Piuttosto, furono pensate per essere abbastanza veloci per raggiungere e forzare allo scontro una nave nemica in fuga, e per controllare la distanza tra gli schieramenti in battaglia per ottenere un vantaggio.

### Caratteristiche generali
Lo scafo era dotato di una coppia di alette antirollio, si trattava del primo utilizzo di questo elemento da parte della Royal Navy, che riducevano in modo significativo il rollio. A causa della loro lunghezza, le navi si dimostrarono lente in fase di manovra, fatto che risultò evidente quando, nel 1868, la Warrior si scontrò con la HMS Royal Oak.

### Propulsione

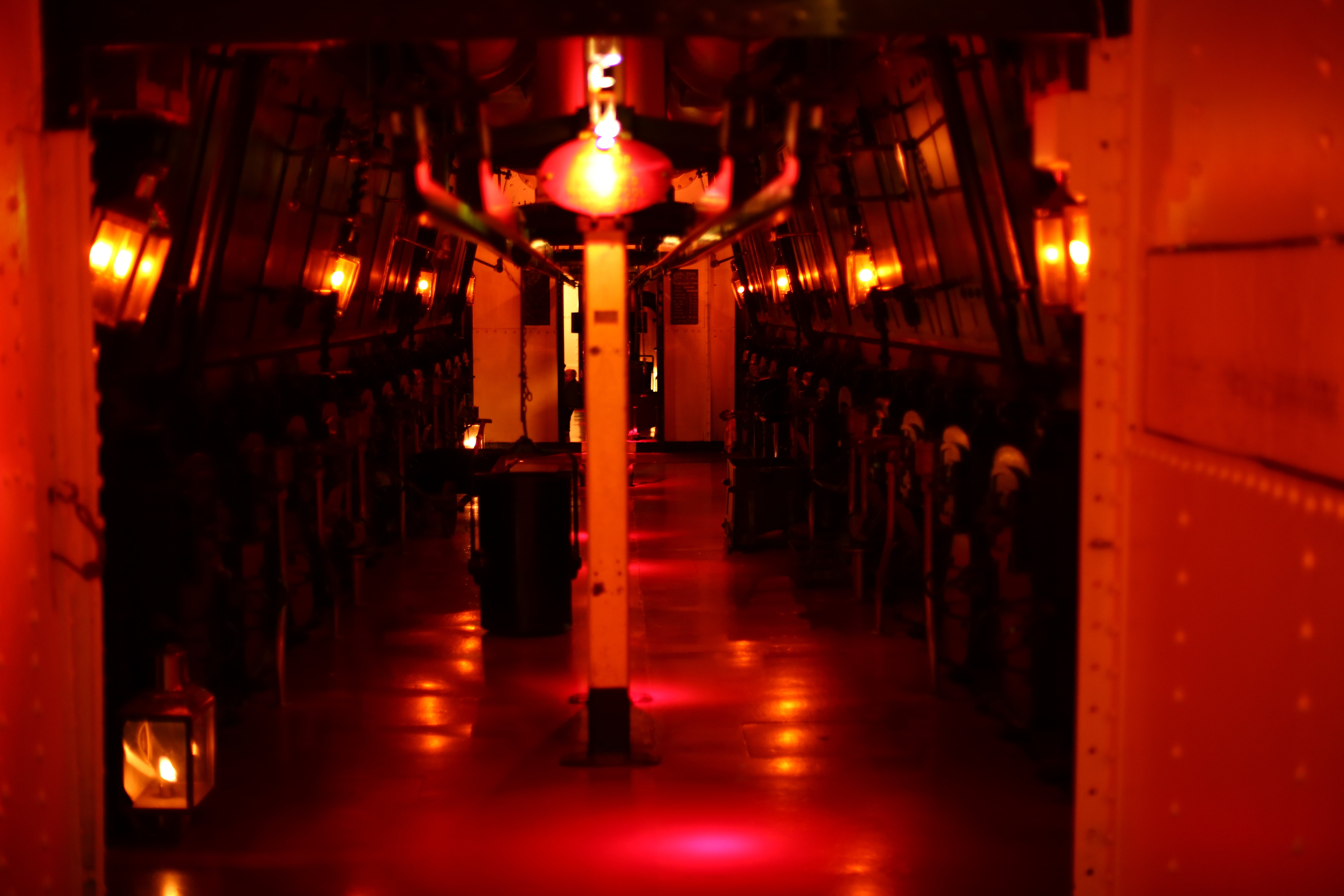
Il locale caldaie della HMS Warrior

La classe Warrior adottava un motore a vapore bicilindrico costruito dalla John Penn and Sons, azionante una singola elica da 7,5 m di diametro. Dieci caldaie rettangolari fornivano vapore al motore a una pressione di esercizio di 20 psi (138 kPa; 1 kgf/cm²). Erogava 5.267 CV (3.928 kW) e al momento della costruzione era il motore più potente mai installato su una nave da guerra. Durante le prove in mare dell'ottobre 1861 la Warrior registrò una velocità massima di circa 14,3 nodi (26,5 km/h; 16,5 mph), la Black Prince si dimostrò circa mezzo nodo più lenta. Le navi trasportavano 800 long ton (810 t) di carbone, sufficienti a garantire un'autonomia di 2.100 miglia nautiche (3.900 km, 2.400 miglia) a 11 nodi (20 km/h 13 mph).
L'armo era quello di un veliero, con una superficie velica di 48.400 piedi quadri (4.497 m²). Gli alberi più bassi erano in legno, mentre gli altri erano invece in ferro. La Warrior raggiungeva i 13 nodi (24 km/h; 15 mph) con la sola propulsione a vela, mentre la Black Prince era più lenta e non superava gli 11 nodi (20 km/h; 13 mph). Con la propulsione sia a vela sia a vapore la Warrior poteva raggiungere i 17,5 nodi (32,4 km/h; 20,1 mph). Entrambi fumaioli erano parzialmente retrattili per ridurre la resistenza al vento nella navigazione solo a vela. Inoltre, sempre con propulsione a vela, su entrambe le navi l'elica poteva essere sollevata dentro alla poppa per ridurre ulteriormente la resistenza. Erano le più grandi eliche sollevabili mai realizzati e servivano circa 600 uomini per la loro movimentazione.

### Corazzatura

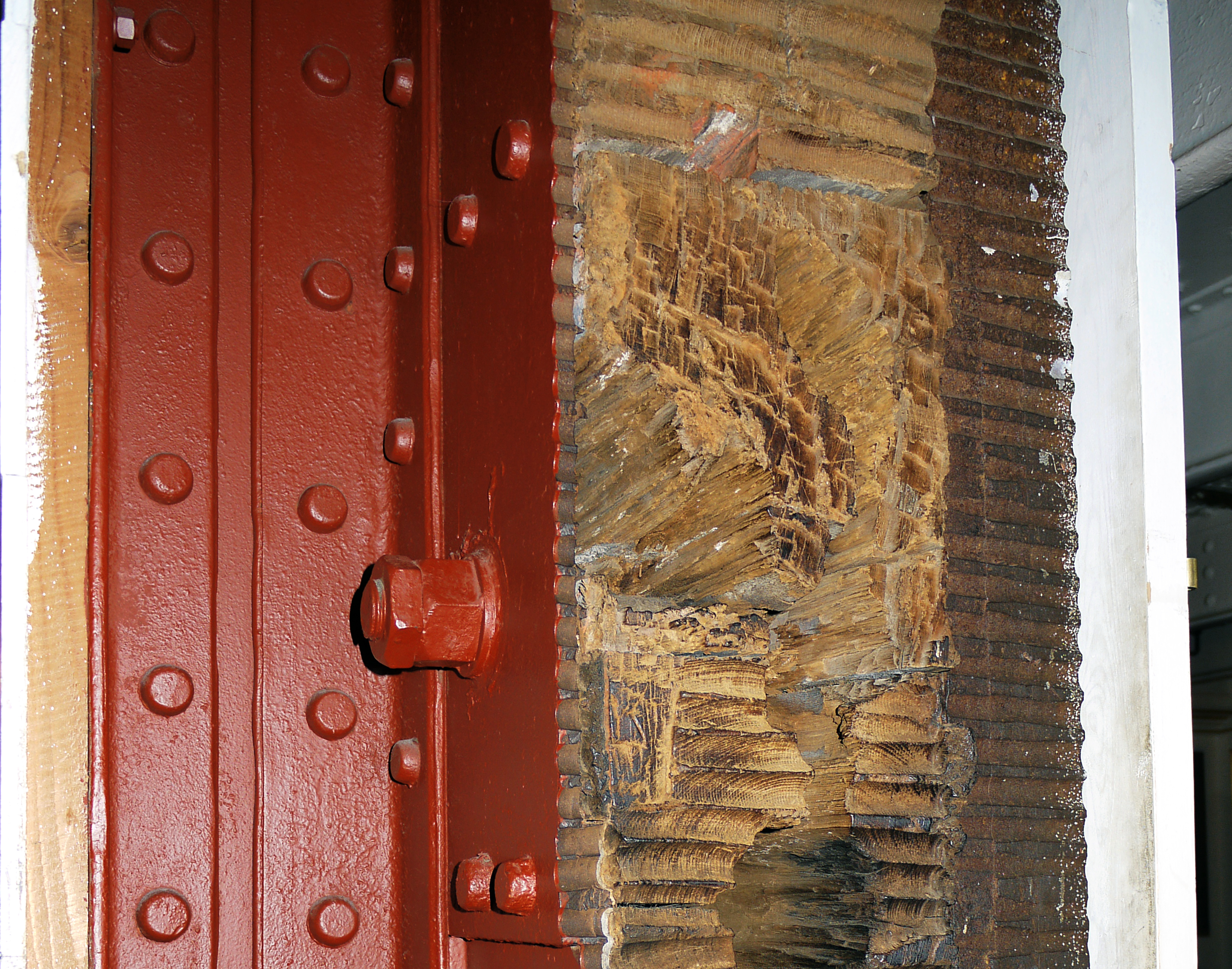
La corazzatura della HMS Warrior vista in sezione

Le navi classe Warrior avevano una corazzatura in ferro battuto spessa 4,5 pollici (114 mm), che si estendeva per 64,9 m nella zona centrale dello scafo. La corazzatura si sviluppava per 4,9 m sopra la linea di galleggiamento e per 1,8 m sotto di essa. Paratie trasversali spesse 4,5 pollici proteggevano i cannoni del ponte principale. La corazzatura era sostenuta da uno strato di teak spesso 16 pollici (410 mm). Le due estremità delle navi, la prua e la poppa, erano lasciate completamente senza protezione, ciò rendeva molto vulnerabile il sistema di manovra.

### Armamento

#### Descrizione

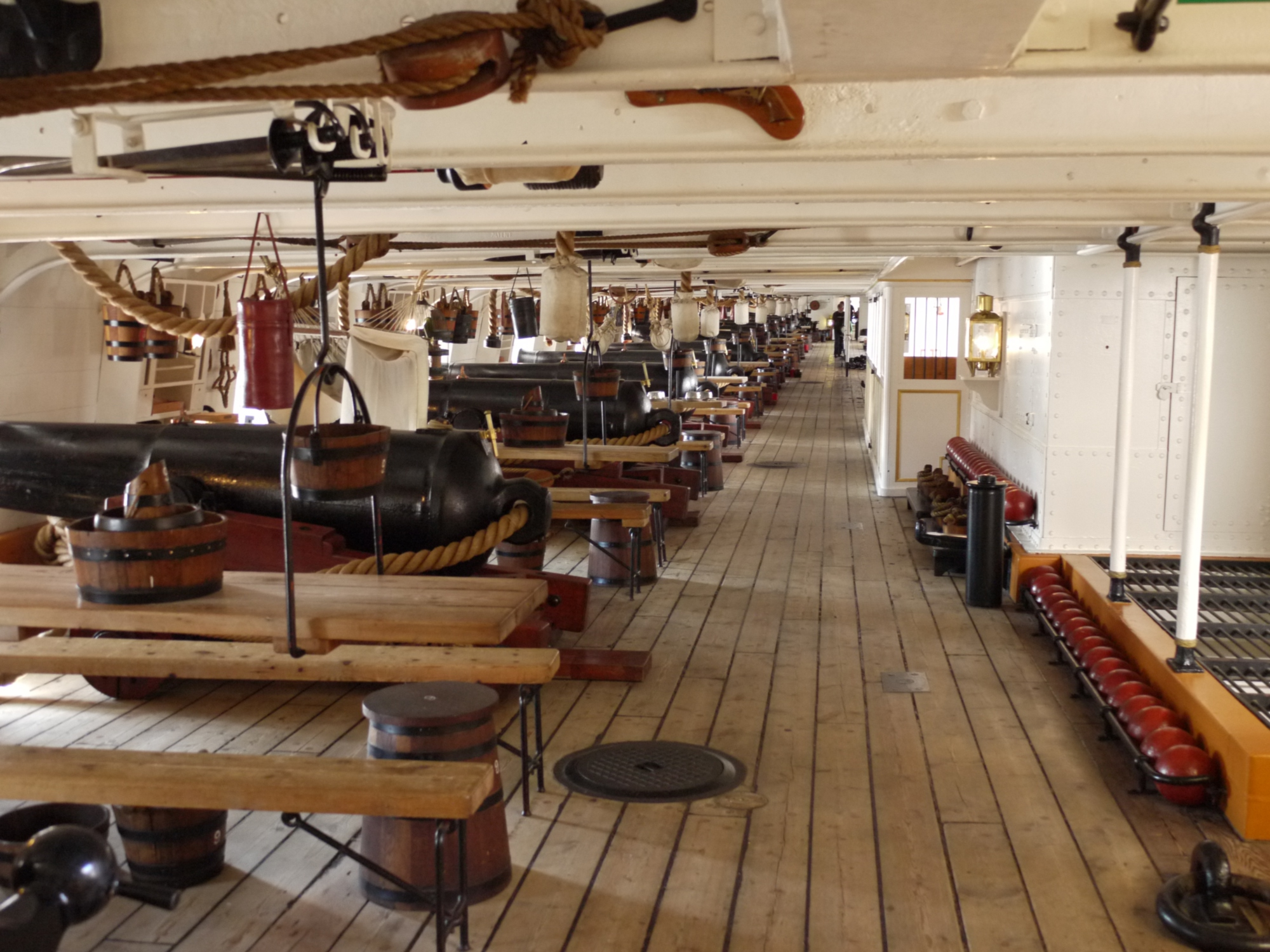
Il ponte coi cannoni da 68 libbre della HMS Warrior

L'armamento inizialmente previsto per le navi classe Warrior era di 40 cannoni a canna liscia ad avancarica da 68 libbre, 19 su ogni lato del ponte principale e i due rimanenti montati sul ponte di coperta, uno a prua e l'altro a poppa, come pezzi da caccia. In corso d'opera l'armamento fu modificato, i cannoni da 68 libbre sarebbero stati ridotti a 26, si sarebbero però aggiunti 10 cannoni a canna rigata a retrocarica da 110 libbre e 4 cannoni a canna rigata a retrocarica da 40 libbre. I cannoni da 40 libbre, infine, avrebbero dovuto essere sostituiti da cannoni da 70 libbre, ma questi ultimi non superarono i test e non furono quindi installati.
I pezzi a retrocarica erano i nuovi cannoni Armstrong, in cui la Marina riponeva molte speranze. Dei 10 pezzi, quattro furono montati a centro imbarcazione, mentre due divennero pezzi da caccia; tutti i pezzi da 68 libbre furono montati sul ponte principale. I test di tiro, effettuati nel settembre 1861 contro un bersaglio corazzato, tuttavia dimostrarono che il 110 libbre era inferiore al 68 libbre in capacità di penetrazione della corazzatura. Infine, le esplosioni accidentali registrate durante la campagna di Shimonoseki e il bombardamento di Kagoshima nel 1863-64 fecero desistere dall'iniziale progetto di sostituire tutto l'armamento delle navi con pezzi da 110 libbre.

#### Caratteristiche e prestazioni
Il proiettile dei pezzi da 68 libbre aveva un diametro di 7,9 pollici (201 mm) e pesava circa 68 libbre (30,8 kg), mentre il cannone in sé pesava 4.826,2 kg. La velocità alla volata era di 481 m/s, la gittata di 2.900 m e l'elevazione del fusto di 12°. Il proiettile dei pezzi da 110 libbre a retrocarica della Armstrong aveva un diametro di 7 pollici (178 mm) e pesava in media 107-110 libbre (48,5-49,9 kg). Aveva una velocità alla volata di 350 m/s e, a un'elevazione di 11,25°, una gittata massima di 3.700 m. Il proiettile dei pezzi da 40 libbre a retrocarica aveva un diametro di 4,75 pollici (121 mm) e pesava 40 libbre (18,1 kg). La gittata era di 3.500 m con una velocità alla volata di 350 m/s. Ogni pezzo da 110-libbre pesava 4.318.2 kg, mentre uno da 40 libbre pesava 1.625,7 kg. Nel 1863-1864 i cannoni da 40 libbre furono sostituiti da una versione più pesante con le stesse caratteristiche balistiche. Tutti i cannoni potevano sparare sia le classiche palle di cannone sia proiettili esplosivi.

#### Aggiornamenti
Durante i lavori di ammodernamento del 1864-1867 entrambe le navi furono riequipaggiate con un mix di cannoni ad avancarica con canna rigata da 7 e 8" (203 mm). La Warrior ricevette ventotto cannoni da 7" e quattro da 8", mentre la Black Prince ricevette quattro pezzi da 7" in meno. Su entrambe le navi furono installati quattro cannoni a retrocarica da 20 libbre, impiegati come armi di saluto. Un proiettile dei pezzi da 8" pesava 79,4 kg, mentre il cannone in sé pesava 9.100 kg. La velocità alla volata era di 430 m/s, mentre la capacità di penetrazione nominale in volata era di 244 mm di corazzatura in ferro battuto. Un singolo pezzo da 7" pesava 6.600 t. Il proiettile, del peso di 50,8 kg, era accreditato di una capacità di penetrazione di 196 mm di corazzatura.

## Unità
| Nome             | Costruttore                          | Impostata       | Varata           | Completata        | Destino finale              | Costo     |
| ---------------- | ------------------------------------ | --------------- | ---------------- | ----------------- | --------------------------- | --------- |
| HMS Warrior      | Thames Ironworks, Blackwall, Londra  | 22 maggio 1859  | 29 dicembre 1860 | 24 ottobre 1861   | Dal 1979 è una nave museo   | 377.292 £ |
| HMS Black Prince | Robert Napier & Sons, Govan, Glasgow | 12 ottobre 1859 | 27 febbraio 1861 | 12 settembre 1862 | Venduta e demolita nel 1923 | 377.954 £ |

## Servizio

### Warrior

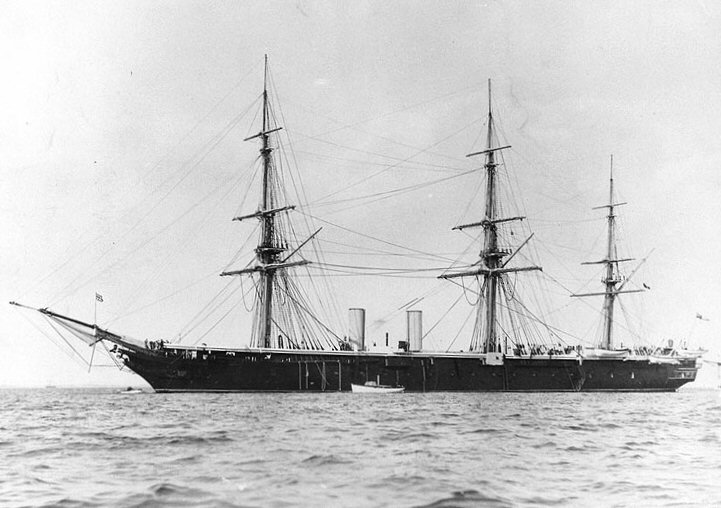
La Black Prince nel 1861

La Warrior si unì alla Channel Fleet nel luglio 1862. Dopo alcune riparazioni e il riequipaggiamento, lavori che si protrassero dal 1864 al 1867, la Warrior si ricongiunse alla Channel Fleet. Nel 1869, assieme alla sorella Black Prince, trainò un bacino di carenaggio galleggiante fino alle Bermuda. Tra il 1872 e il 1875 nuovi lavori videro l'aggiunta di un cassero di poppa. Rientrò in servizio nel 1st Class Reserve nel 1875 e partecipò a esercitazioni periodiche fino al 1883. La Warrior fu formalmente riclassificata come fregata corazzata nel 1884, ma nel contempo fu disarmata e disalberata. Dal 1902 la Warrior fu lasciata nel porto di Portsmouth e impiegata come deposito galleggiante. Nel 1904 fu ribattezzata Vernon III della cosiddetta HMS Vernon, scuola della Royal Navy dove si formava il personale addetto ai siluri (la Royal Navy assegna alle basi a terra dei nomi di navi, le cosiddette "stone frigates", fregate di pietra). La nave ha riacquistò il nome originale nel 1923 e nel 1927 fu impiegata in un oleodotto. Nel 1929 fu rimorchiata a Pembroke Dock e ribattezzata. Nel 1942 fu rinominata C77 in modo da liberare il nome per la nuova portaerei leggera classe Colossus, la HMS  Warrior. Nei primi anni sessanta, funse da quartier generale della Flotta a Northwood come HMS Warrior, per poi riacquistare il nome C77. Nel 1979 fu trasferita a Hartlepool dove fu restaurata e, nuovamente come HMS Warrior, divenne una nave museo; durante i lavori di restauro venne eliminato il castello di poppa insieme con ogni altro componente non originale come il ponte in cemento; alcuni cannoni da 60 e 110 pounder, copie in vetroresina fedeli agli originali ma ovviamente inattivati, vennero portati a bordo. La HMS Warrior è attualmente ormeggiata vicino a un'altra nave museo, il vascello HMS Victory, al Portsmouth Historic Dockyard, parte della HMNB Portsmouth.

### Black Prince
La Black Prince si capovolse mentre a Greenock, danneggiando i propri alberi. Arrivò a Spithead nel novembre 1861. La nave, una volta completata, fu assegnata alla Channel Fleet. Riarmata nel 1867-68, fu assegnata al 1st Class Reserve. Fu sottoposta a lavori nel 1874, in cui analogamente alla sorella fu dotata di un cassero di poppa. Nel 1875 si ricongiunse alla Channel Fleet come nave ammiraglia del retroammiraglio Sir John Dalrymple-Hay, secondo in comando della flotta. La Black Prince fu messa in riserva nel 1878 e rimase a Devonport fino al 1896 quando entro in servizio come nave scuola a Cobh, in Irlanda. Nel 1903 fu ribattezzata Emerald. La nave, resa incapace di navigare, nel 1910 fu rinominata  Impregnable III e assegnata alla scuola di formazione HMS Impregnable. Il 21 marzo 1923 fu venduta e avviata alla demolizione.